# Coupe du Golden Q de snooker
La coupe du Golden Q (Golden Q Cup en anglais) est un tournoi de snooker créé en 2018 ouvert à la fois aux professionnels et aux amateurs.

## Historique

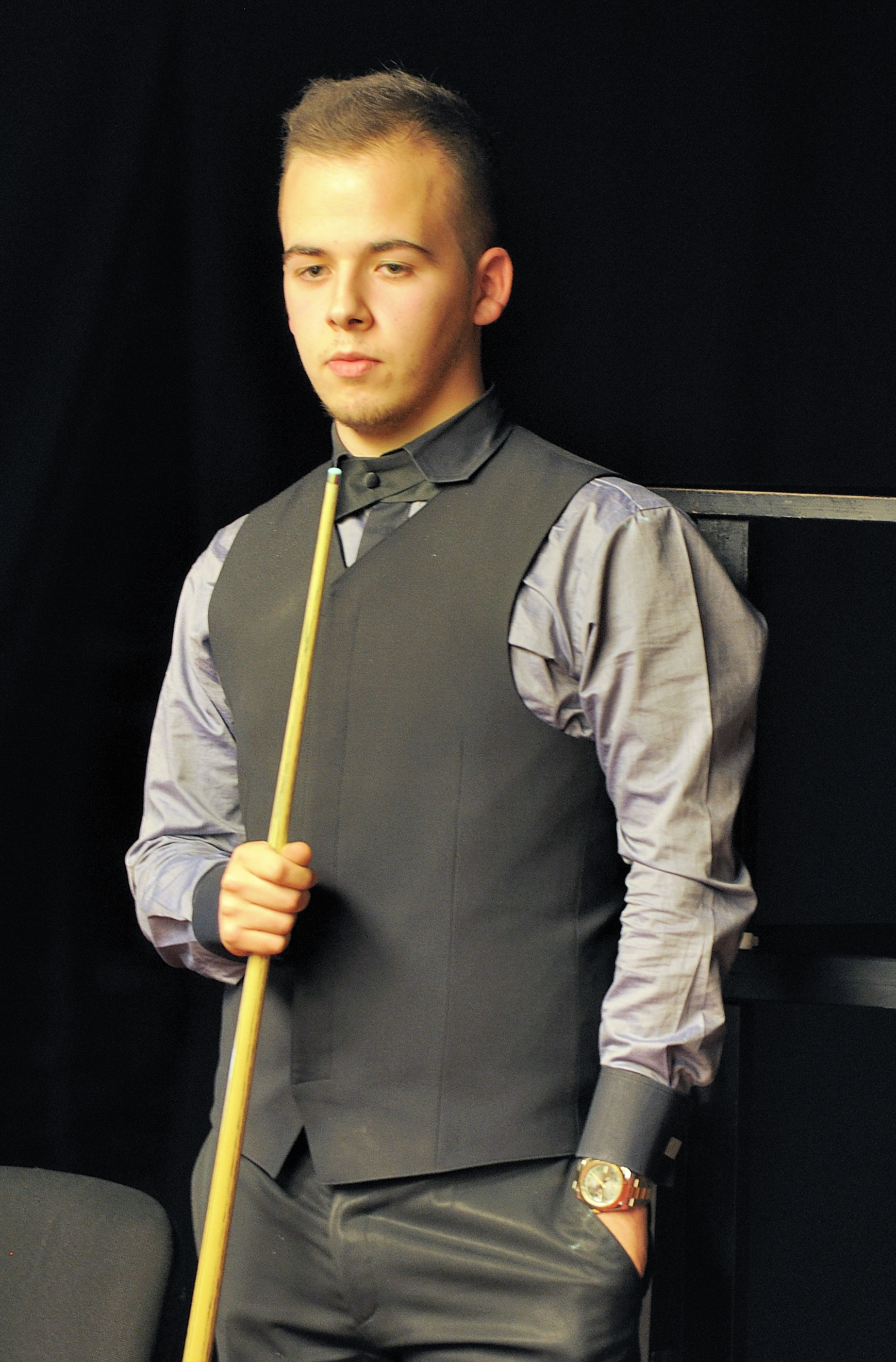
Luca Brecel

La première édition s'est déroulée au Golden Q Snooker Club de Baia Mare en Roumanie. Elle regroupait 32 participants issus de 11 pays différents, parmi lesquels 6 joueurs professionnels : Mark Davis, Ashley Hugill, Tom Ford, Lukas Kleckers, Luca Brecel et Michael Georgiou. 
La compétition s'est étalée sur quatre jours et en deux phases distinctes : les joueurs étaient dans un premier temps répartis en huit poules de quatre. Les deux premiers de chaque poule se sont ensuite qualifiés pour la seconde phase du tournoi à élimination directe. 
La victoire est revenue au joueur Belge Luca Brecel qui s'est imposé en finale contre le Chypriote Michael Georgiou 5 manches à 1. Il a réussi au cours de la partie un break de 139 points (le plus élevé de la compétition) et n'a perdu que 2 manches sur l'ensemble du tournoi.
La coupe du Golden Q n'a pas été reconduite au calendrier de la saison 2019-2020 de snooker.

## Palmarès
| Année                      | Lieu                       | Vainqueur                  | Finaliste                  | Score                      | Saison                     |
| Coupe du Golden Q (pro-am) | Coupe du Golden Q (pro-am) | Coupe du Golden Q (pro-am) | Coupe du Golden Q (pro-am) | Coupe du Golden Q (pro-am) | Coupe du Golden Q (pro-am) |
| -------------------------- | -------------------------- | -------------------------- | -------------------------- | -------------------------- | -------------------------- |
| 2018                       | Baia Mare                  | Luca Brecel                | Michael Georgiou           | 5–1                        | 2018-2019                  |